# Tomas Dömstedt
Lars Tomas Dömstedt, född 28 juli 1960 i Örebro, är en svensk barn- och ungdomsförfattare. Han bor i Hackvad utanför Fjugesta och arbetar deltid på dagcenter och gruppboende vid sidan av författarskapet. Han är utbildad läsombud. Tomas Dömstedt skriver böcker som är positiva i tonen och lättlästa. Han är översatt till norska och inläst som talbok.

## Priser och utmärkelser
- Hans Petersonstipendiet 2003
- Årets länsförfattare i Örebro län 2006 med boken Tim och slaget mot gnällspikarna
- Bokjuryn 2008